# Председатель Народного хурала Республики Бурятия
Председатель Народного Хурала — одна из высших государственных должностей Республики Бурятия. Лицо, замещающее должность, занимает 2-е место в списке протокольного старшинства при проведении в Бурятии официальных мероприятий.
Должность учреждена Верховным Советом Республики Бурятия 22 февраля 1994 года.
На должность, в соответствии с 83-й статьёй конституции Республики Бурятия и регламентом Народного Хурала РБ, избирается лицо из числа депутатов тайным голосованием с использованием бюллетеней из кандидатов, которые вправе выдвигать депутатские объединения и депутаты. Народный Хурал РБ может принять решение о проведении открытого голосования.
Полномочия и обязанности Председателя изложены в статье 88 Конституции РБ:

«Председатель Народного Хурала Республики Бурятия и его заместители ведут заседания Народного Хурала, ведают внутренним распорядком работы Народного Хурала Республики Бурятия; осуществляют руководство подготовкой и рассмотрением вопросов, подлежащих обсуждению Народным Хуралом Республики Бурятия; в пределах своих полномочий издают распоряжения.»— 
.
Первым Председателем парламента был избран  Михаил Семёнов. На данный момент он единственный, кто проработал на этом посту два полных срока подряд.

## Председатели Народного Хурала Республики Бурятия
- Михаил Иннокентьевич Семёнов — с 21 июля 1994 года — по 23 июня 2002 года (I и II созывы)
- Александр Гомбоевич Лубсанов — с 22 июля 2002 года — по 2 декабря 2007 года (III созыв)
- Матвей Матвеевич Гершевич — с 11 декабря 2007 года — по 23 апреля 2015 года (IV и V созывы)
- Владимир Анатольевич Павлов — исполняющий обязанности Председателя НХ РБ с 23 апреля 2015 года — по 28 августа 2015 года (V созыв)
- Цырен-Даши Эрдынеевич Доржиев — с 28 августа 2015 года — по 9 сентября 2018 года (V созыв)
- Владимир Анатольевич Павлов — с 19 сентября 2018 года — по настоящее время (VI созыв)

## Ссылка
- РЕСПУБЛИКА БУРЯТИЯ КОНСТИТУЦИЯ Архивная копия от 28 ноября 2015 на Wayback Machine